# 米高·巴特利
米高·巴特利（英語：Michael Bradley，1987年7月31日—）是一名美國足球運動員，擔任中場，他的父親卜·巴特利是前美國隊的主教練。

## 生平
2011年1月31日獲借用到英超球會阿士東維拉直到球季結束，惟僅在聯賽後補上陣3仗及在盃賽正選上陣1仗。
2011年8月31日巴特利轉投意甲球會基爾禾。

## 国际职业生涯
2006年5月，布拉德利被引入2006年世界杯训练营，与美国国家队一起训练。虽然他不是世界杯阵容的成员或替补，但他在比赛前进行的三场热身友谊赛的名单上。他在5月26日对阵委内瑞拉的比赛中获得了自己的首个场次，比赛地点位于克利夫兰。
2006年末，迈克尔的父亲鲍勃·布拉德利被聘为国家队主教练，迈克尔在父亲的任期内确立了自己作为美国队关键球员的地位。2007年3月28日，布拉德利在与危地马拉的友谊赛中获得了自己的首次国际首发。他是2007年北中美洲及加勒比海地区金杯的首发球员，并帮助美国队赢得了冠军，尽管他在半决赛对阵加拿大的比赛中因一次晚点的犯规被罚下场。第二个月，他在2007年国际足联U-20世界杯上代表美国队首发参加了每场比赛，他在16强比赛中对阵乌拉圭的比赛中在第107分钟打进了胜利一球。他在2007年10月17日对阵瑞士的友谊赛中打进了自己的首个国家队进球，以87分钟的进球帮助球队以1-0获胜，比赛地点位于巴塞尔。在这些表现之后，布拉德利被评选为2007年美国足球协会年度青年运动员。2009年2月11日，在俄亥俄州哥伦布对阵墨西哥的2010年国际足联世界杯预选赛中，布拉德利在2-0的胜利中攻入了两个进球。
在美国队意外闯入2009年国际足联洲际国家杯决赛期间，布拉德利在对阵埃及的比赛中打进了第二个进球，由當路雲助攻，帮助美国队在击败埃及3-0后凭借进球差进入半决赛。他在半决赛对阵西班牙的2-0胜利中首发出场，但在比赛后期被罚下场。由此造成的停赛使布拉德利无法参加锦标赛决赛，美国队在该场比赛中以2-3输给巴西。据报道，比赛结束后布拉德利与裁判豪尔赫·拉里翁达发生争执，导致他受到额外的三场停赛处罚，这将在2009年北中美洲及加勒比海地区金杯期间执行。
布拉德利在南非举行的2010年国际足联世界杯中是美国队的关键球员，他在中场位置上出战了所有四场比赛。在小组赛中，他在与斯洛文尼亚的2-2逼平战中攻入了扳平比分的进球。他在2010年8月10日的友谊赛中首次担任国家队队长，对阵巴西，这场比赛在他的出生地新泽西州举行。在2011年美洲金杯足球赛中，布拉德利与杰梅因·琼斯一起组成了新的中场搭档，并在决赛中攻入了开场进球，尽管美国队最终以4-2输给了墨西哥。
在美洲金杯赛失利后，鲍勃·布拉德利被解雇，克林斯曼接替他成为国家队教练，而迈克尔在中场继续担任关键首发球员。他在巴西举行的2014年国际足联世界杯上为美国队出战的每场比赛都首发。
在美洲金杯赛失利后，由于克林斯曼在2015年金杯赛前与裁判员发生争议事件，美国足球协会取消了丹普西的队长职务，克林斯曼任命布拉德利为国家队新任永久队长。在7月7日对阵洪都拉斯的开幕比赛中，布拉德利在27岁时获得了他的第100次国家队出场。
2019年7月7日，布拉德利在美洲金杯赛决赛中出场，但美国队以一球之差输给了墨西哥，他成为第三位获得150次出场机会的美国球员，仅次于科比·琼斯和多诺万。

## 外部連結
- 米高·巴特利 – FIFA國際賽競賽紀錄 (存檔)
- 米高·巴特利檔案
- Yanks Abroad 米高·巴特利 （页面存档备份，存于）
- fohlen-hautnah.de 米高·巴特利訪問[永久]